# Geredug
Geredug is een bestuurslaag in het regentschap Pandeglang van de provincie Banten, Indonesië. Geredug telt 2934 inwoners (volkstelling 2010).